# Молочай-солнцегляд
Молоча́й-солнцегля́д, также встречается вариант написания Молочай солнцегляд (лат. Euphórbia helioscópia) — яровое однолетнее травянистое растение; вид рода Молочай (Euphorbia) семейства Молочайные (Euphorbiaceae).

## Ботаническое описание

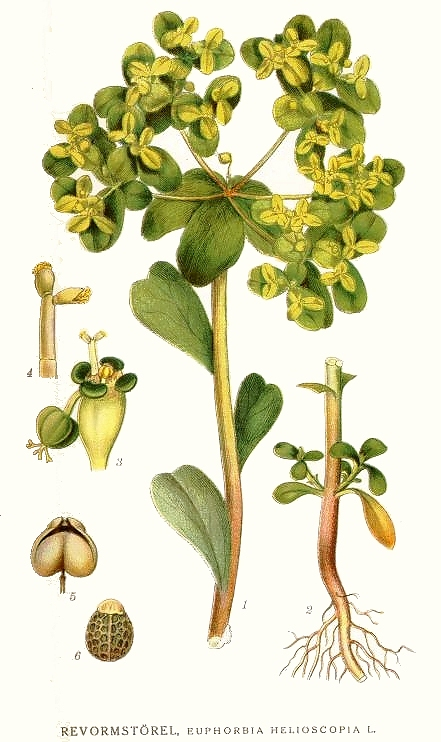

Растение рассеянно-волосистое, особенно наверху, реже голое.
Корень тонкий, веретеновидный.
Стебли в числе 1—30, (5)10—35(50) см высотой, 1—4 мм толщиной, прямостоячие или раскидистые, простые, зелёного или красноватого цвета, у основания с рубчиками от опавших листьев.
Стеблевые листья мягкие, очерёдные, из клиновидного основания обратнояйцевидные или лопатчатые, к основанию суженные в короткий черешок, 8—28 мм длиной, 5—13 мм шириной, тупые или усечённые, нередко с выемкой, на конце мелкозубчатые, по бокам цельнокрайные, голые, с одной жилкой.
Верхушечные цветоносы в числе пять, 0,5—4 (реже до 8,5) см длиной, на конце трёхраздельные, а затем ещё от одного до трёх раз двураздельные. Листочки обёртки с формой стеблевых листьев, но более крупные, 1—3 см длиной, 7—25 мм шириной; листочки обёрточек нижние по три, подобные верхним стеблевым листьям, нижние же по два, округлые или эллиптические; бокальчик колокольчатый, 1,5—2,5 мм в диаметре, снаружи голый, внутри слегка пушистый, с продолговатыми бахромчатыми лопастями. Нектарники поперечно-эллиптические, зеленоватые. Столбики почти свободные, двунадрезанные. Цветёт с апреля по август. Формула цветка: {\displaystyle \ast P_{0}\;A_{1}\;G_{0}} и {\displaystyle \ast P_{0}\;A_{0}\;G_{({\underline {3}})}}
Плод — реповидный трёхорешник, 2,5—3,5 мм длиной, 3,4 мм шириной, глубоко трёхбороздчатый, с гладкими, округлёнными лопастями. Семена яйцевидные, 1,5—2 мм длиной, бурые, густо-сетчато-ямчатые, на конце сплюснутые и заострённые, с внутренней стороны с дисковидным, поперечно-продолговатым, вертикальным придатком.
Вид описан из Европы, с возделываемых полей.
|                                                     |  |  |
| Слева направо: соцветие вид сверху, вид сбоку, плод |  |  |

## Местообитание
Европа: Дания, Финляндия, Ирландия, Норвегия, Швеция, Великобритания, Австрия, Бельгия, Чехословакия, Германия, Венгрия, Нидерланды, Польша, Швейцария, Албания, Болгария, Югославия, Греция (включая Крит), Италия (включая Сардинию, Сицилию), Румыния, Франция (включая Корсику), Португалия, Испания (включая Балеарские острова); территория бывшего СССР: Белоруссия, Эстония, Латвия, Литва, Молдавия, Европейская часть России, Украина (включая Крым), Кавказ (Армения, Азербайджан, Грузия, Предкавказье, Дагестан), Средняя Азия (Таджикистан, Туркменистан, Узбекистан); Азия: Арабские Эмираты, Кипр, Иран, Ирак, Израиль, Иордания, Ливан, Сирия, Турция, Китай, Япония (Хонсю, Кюсю, Сикоку), Корея, Тайвань, Индия, Пакистан (запад), Вьетнам; Северная Африка: Алжир, Египет, Марокко, Тунис, Ливия; Макронезия: Мадейра, Канарские острова, как заносное на Азорских островах.
Растёт в садах, на огородах и полях, по обочинам дорог, канавам, реже на залежах как сорное растение.

## Значение и применение
Млечный сок раздражает кожу и вызывает нарывы. Принятый вовнутрь оказывает острое действие на слизистые оболочки гортани и желудка животных, вызывает рвоту, понос, понижение температуры и упадок сердечной деятельности. При попадании в корм дойным животным придаёт молоку розовую окраску. Большие дозы вызывают нервные явления: головокружение, неправильное дыхание и кровообращение. Отравление может привести к гибели. Чтобы вызвать рвоту или диарею достаточно принять внутрь 2—5 семян.
Листья содержат в фазе цветения 90 мг% аскорбиновой кислоты.

## Классификация

### Таксономия
Euphorbia helioscopia L., 1753, Sp. Pl. : 459
Вид Молочай солнцегляд относится к роду Молочай (Euphorbia) относится к семейству Молочайные (Euphorbiaceae) порядка Мальпигиецветные (Malpighiales). Таксономическая схема в соответствии с Системой APG IV по состоянию на декабрь 2023 года:
|  |                                      |  |                                   |                                   |                      |  | ещё 35 семейств | ещё 35 семейств |                        |  |                         |  | еще 2 156 подтвержденных видов и 121 вид, ожидающий подтверждения | еще 2 156 подтвержденных видов и 121 вид, ожидающий подтверждения |  |
|  |                                      |  |                                   |                                   |                      |  | ещё 35 семейств | ещё 35 семейств |                        |  |                         |  | еще 2 156 подтвержденных видов и 121 вид, ожидающий подтверждения | еще 2 156 подтвержденных видов и 121 вид, ожидающий подтверждения |  |
|  |                                      |  |                                   | порядок Мальпигиецветные          |                      |  |                 |                 | род Молочай            |  |                         |  |                                                                   |                                                                   |  |
|  |                                      |  |                                   | порядок Мальпигиецветные          |                      |  |                 |                 | род Молочай            |  | 3 внутривидовых таксона |  |                                                                   |                                                                   |  |
|  | отдел Цветковые, или Покрытосеменные |  |                                   |                                   | семейство Молочайные |  |                 |                 | вид Молочай солнцегляд |  |                         |  |                                                                   |                                                                   |  |
|  | отдел Цветковые, или Покрытосеменные |  |                                   |                                   |                      |  |                 |                 |                        |  |                         |  |                                                                   |                                                                   |  |
|  |                                      |  | ещё 63 порядка цветковых растений | ещё 63 порядка цветковых растений |                      |  |                 | еще 226 родов   | еще 226 родов          |  |                         |  |                                                                   |                                                                   |  |
|  |                                      |  |                                   | ещё 63 порядка цветковых растений |                      |  |                 |                 | еще 226 родов          |  |                         |  |                                                                   |                                                                   |  |

### Внутривидовые таксоны
- Euphorbia helioscopia subsp. helioscopia
- Euphorbia helioscopia subsp. helioscopioides (Loscos & J.Pardo) Nyman
- Euphorbia helioscopia subsp. hiemalis A.P.Khokhr.

### Синонимы
- Euphorbion helioscopium St.-Lag.
- Galarhoeus helioscopius Haw.
- Tithymalus helioscopius Hill